# Kalendarium II wojny w Zatoce Perskiej
Poniższe kalendarium prezentuje wydarzenia z II wojny w Zatoce Perskiej. Chronologiczne zestawienie zawiera godziny w czasie uniwersalnym (UTC). Czas w Polsce to + 2 godziny (do 30 marca + 1 godzina), natomiast w Iraku + 3 godziny.

## Marzec 2003

### 20 marca
- 2:15 – upłynął termin ultimatum, jakie prezydent George W. Bush postawił Saddamowi Husajnowi.
- 3:33 – rozpoczął się pierwszy nalot na Bagdad.
- 3:45 – rzecznik prasowy prezydenta Stanów Zjednoczonych ogłosił oficjalny komunikat o rozpoczęciu ataku na Irak.
- 4:15 – prezydent Stanów Zjednoczonych George W. Bush wygłosił przemówienie, w którym zapowiedział zwycięstwo, stwierdzając jednak, że wojna może być dłuższa i trudniejsza niż niektórzy przewidują.
- 5:03 – Stany Zjednoczone ostrzegły swych obywateli na całym świecie przed odwetowymi atakami terrorystycznymi.
- 6:32 – Saddam Husajn wygłosił przemówienie w irackiej telewizji, stwierdzając, że Mały Bush dopuścił się zbrodni przeciw ludzkości.
- 7:23 – Belgijski premier Guy Verhofstadt potępił atak na Irak.
- 7:51 – potępienie ataku przez władze chińskie, które domagały się wstrzymania operacji.
- 8:17 – rzecznik prasowy francuskiego Ministerstwa Spraw Zagranicznych oświadczył, że Francja jest głęboko zaniepokojona atakiem na Irak.
- 9:27 – minister spraw zagranicznych Grecji (sprawującej przewodnictwo w Unii Europejskiej) wyraził smutek i rozczarowanie z powodu rozpoczęcia wojny.
- 10:18 – brytyjski minister obrony Geoff Hoon oświadczył, iż brytyjskie siły powietrzne uczestniczyły w atakach na Irak.
- 11:20 – prezydent Francji Jacques Chirac wyraził ubolewanie z powodu wojny. Ponadto oświadczył: Mamy nadzieję, że te operacje będą tak szybkie, jak to możliwe, że spowodują jak najmniej ofiar i nie doprowadzą do katastrofy humanitarnej.
- 12:04 – prezydent Rosji Władimir Putin oświadczył, iż domaga się natychmiastowego przerwania działań przeciw Irakowi.
- 12:51 – rzecznik prasowy Watykanu wyraził w imieniu Jana Pawła II głęboki ból z powodu wojny.
- 13:21 – NATO zadeklarowało udzielenie sojuszniczej pomocy Turcji w razie ataku irackiego.
- 16:58 – Turecki parlament podjął decyzję o udostępnieniu przestrzeni powietrznej kraju siłom koalicyjnym. Zadeklarował też wysłanie własnych wojsk do północnego Iraku.
- 17:19 – sekretarz obrony Stanów Zjednoczonych Donald Rumsfeld oświadczył, iż operacja w Iraku nosi kryptonim „Iracka wolność".
- 18:00 – pierwsza wymiana ognia artyleryjskiego na południu Iraku.
- 19:27 – przekroczenie granicy Iraku przez pierwsze oddziały wojsk koalicyjnych.
- 20:07 – rozpoczęcie walk o Umm Kasr – iracki port na południu kraju.
- 23:00 – premier Wielkiej Brytanii Tony Blair oświadczył w wystąpieniu telewizyjnym, iż wydał rozkaz ataku na Irak.

Polonica
Pod przewodnictwem prezydenta RP Aleksandra Kwaśniewskiego odbyło się posiedzenie Rady Gabinetowej. Po posiedzeniu prezydent oświadczył: Nie ma powodów do paniki, sytuacja jest pod kontrolą, wszystkie służby działają w stanie podwyższonej gotowości. Prezydent oświadczył także: Realizujemy konsekwencje wynikające z rezolucji 1441; uczestniczymy w operacji militarnej, która ma taką podstawę w prawie międzynarodowym. [...] prawne podstawy są zbadane i są wystarczające, żeby polscy żołnierze mogli z czystym sumieniem w tych działaniach uczestniczyć. Na uwagę, że Rada Bezpieczeństwa ONZ nie zajęła jednoznacznego stanowiska, prezydent odpowiedział: Zajęła to stanowisko 16 razy – ostatnio w rezolucji 1441, gdzie mówi, że jeżeli warunki nie zostaną spełnione, czyli nie nastąpi pełne rozbrojenie Iraku, będą podjęte "poważne konsekwencje" – to jest właśnie działania militarne.
Premier RP Leszek Miller po posiedzeniu zespołu ds. kryzysowych oświadczył: Nie ma informacji o bezpośrednim zagrożeniu terytorium naszego kraju. Wzmocniono jednak ochronę ujęć wody pitnej, zapór na zbiornikach wodnych, systemu energetycznego państwa, lotnisk, dworców kolejowych oraz budynków szkół i uczelni. Polskie Ministerstwo Spraw Zagranicznych oświadczyło: Środki pokojowe zostały wyczerpane i użycie siły wobec Iraku, zawsze uznawane za absolutną ostateczność, stało się koniecznością. 38-osobowy pluton likwidacji skażeń z 4 Brodnickiego Pułku Chemicznego dotarł do bazy lotniczej w Powidzu niedaleko Poznania. Wyposażenie: 2 transportery opancerzone BRDM, 12 ciężarówek „Star-266”, radiostacja na samochodzie „Honker”, 6 kontenerów ze sprzętem chemicznym.

### 21 marca
- 7:15 – 1 Brygada 3 Dywizji Piechoty wojsk Stanów Zjednoczonych posunęła się 150 km w głąb Iraku.
- 8:25 – padły pierwsze ofiary po stronie koalicji. W wypadku śmigłowca zginęło 8 Brytyjczyków i 4 Amerykanów.
- 12:35 – premier Wielkiej Brytanii Tony Blair oświadczył, że brytyjskie wojska zdobyły półwysep Al-Fau, na którym znajduje się dużo instalacji naftowych.
- 12:32 – Saddam Husajn ogłosił, iż każdy Irakijczyk, który zestrzeli nieprzyjacielski samolot, otrzyma 100 mln dinarów (33 000 USD), kto weźmie do niewoli nieprzyjacielskiego żołnierza – 15 000 USD, a kto zabije żołnierza wroga – 7000 USD.
- 15:38 – rozpoczęcie walk o An-Nasirijję – główną przeprawę przez Eufrat, 375 km na południe od Bagdadu.
- 18:30 – rozpoczęcie walk o Basrę.

Polonica
Prezydent RP Aleksander Kwaśniewski oświadczył, iż interwencja wojsk koalicji w Iraku była konieczna ze względu na bezpieczeństwo światowe i bezpieczeństwo narodowe Polski, gdyż terroryzm stał się zagrożeniem globalnym. Ponadto stwierdził, że celem wojny jest doprowadzenie do demokratycznych przemian w Iraku. Dodał także, iż kwestia integralności terytorialnej Iraku nie może podlegać dyskusji. W nocy z 20 na 21 marca dwie sekcje jednostki specjalnej GROM wsparły działania sojuszników w porcie Umm Kasr, zapobiegając wysadzeniu urządzeń portowych. 38-osobowy pluton likwidacji skażeń z 4 Brodnickiego Pułku Chemicznego odleciał z bazy lotniczej w Powidzu w rejon Zatoki Perskiej dwoma ukraińskimi samolotami An-124 „Rusłan” i prezydenckim samolotem Tu-154.

### 22 marca
O godzinie 22:50 rozpoczęły się walki o Nadżaf, 160 km na południe od Bagdadu.

### 23 marca
O godzinie 0:10 amerykański sierżant z plutonu inżynieryjnego muzułmanin Asan Akbar dokonał zamachu w siedzibie dowództwa 101 Dywizji Powietrznodesantowej stacjonującej w Kuwejcie. Zginął 1 żołnierz, a 8 zostało rannych.
Polonica
Sekretarz obrony Stanów Zjednoczonych Donald Rumsfeld pochwalił działania żołnierzy jednostki GROM w operacjach przeciwko Irakowi. Była to pierwsza informacja, że Polacy biorą udział w walkach. Agencja Reuters opublikowała zdjęcia żołnierzy GROM z dowódcą jednostki płk. Romanem Polką w rejonie portu Umm Kasr.

### 24 marca
- 15:10 – gen. Tommy Franks, dowódca wojsk koalicji oświadczył, że od początku wojny wzięto do niewoli ok. 3000 żołnierzy irackich.
- 19:54 – ministrowie spraw zagranicznych państw Ligi Arabskiej zażądali natychmiastowego wycofania z Iraku wojsk amerykańskich i brytyjskich i potępili agresję. Rezolucji nie poparł Kuwejt.
- 21:38 – według oświadczenia Departamentu Obrony Stanów Zjednoczonych – wojska amerykańskie posunęły się 320 km w głąb terytorium Iraku.

Polonica
Premier RP Leszek Miller stwierdził, że żołnierze jednostki GROM przeprowadzili kilka udanych akcji w rejonie przybrzeżnym Zatoki Perskiej bez strat własnych. Operacje te są oceniane jako bardzo profesjonalne, bardzo skuteczne. Nasi żołnierze zbierają bardzo wysokie oceny. Polacy wzięli udział w co najmniej trzech akcjach niszczenia irackich punktów oporu w porcie Umm Kasr. Współdziałali z amerykańskimi oddziałami specjalnymi SEALs. Rząd polski zadeklarował gotowość wysłania do Turcji plutonu likwidacji skażeń liczącego do 50 żołnierzy.

### 25 marca
- 1:10 – Irakijczycy wyznaczyli wokół Bagdadu tzw. czerwoną linię, po przekroczeniu której iracka Gwardia Republikańska miała użyć broni chemicznej przeciwko wojskom amerykańskim.
- 11:10 – po kilkudniowych zaciętych walkach wojska brytyjskie zdobyły port Umm Kasr w południowym Iraku.
- 11:48 – poinformowano, iż pierwsza część ponad 500-osobowego kontyngentu ukraińskich wojsk chemicznych odleciała poprzedniego dnia ze Lwowa w rejon Iraku. Część żołnierzy brała udział w usuwaniu skutków katastrofy elektrowni atomowej w Czarnobylu, niektórzy pełnili służbę podczas toczonej jeszcze przez ZSRR wojny w Afganistanie.
- 14:00 – podczas audiencji dla kapelanów wojskowych Jan Paweł II wezwał do poszanowania godności przeciwnika.
- 23:05 – poinformowano, iż od początku konfliktu zginęło 20 Amerykanów, 20 Brytyjczyków, 500 żołnierzy irackich, ponad 200 osób cywilnych (według władz Iraku). Do niewoli dostało się 3500 żołnierzy irackich i 7 Amerykanów (według Iraku). Za zaginionych uznano 14 Amerykanów i 2 Brytyjczyków.

Polonica
Podczas spotkania z dziennikarzami w Katarze gen. Victor Renuart oświadczył: Mamy wspaniałe wsparcie ze strony polskich wojsk.

### 26 marca
- 16:45 – prezydent George W. Bush, przemawiając do żołnierzy w bazie lotniczej McDill koło Tampy na Florydzie stwierdził, że [...] choć wojna przebiega szybciej, niż zakładano, a amerykańskie wojska notują znaczne postępy, nie sposób przewidzieć, kiedy reżim Saddama Husajna zostanie obalony.
- 17:12 – Departament Obrony USA postanowił skierować dodatkowo w rejon Zatoki Perskiej 30 000 żołnierzy, w tym 4 Dywizję Zmechanizowaną wyposażoną w najnowocześniejszy sprzęt.
- 18:00 – rozpoczęła się bitwa o most na Eufracie w rejonie miasteczka Abu Suhajr, 20 km na północ od Nadżafu.
- 20:30 – minister spraw zagranicznych Francji Dominique de Villepin oświadczył, iż Francja udzieli pomocy Amerykanom w przypadku ataku chemicznego ze strony Iraku, ale żołnierze francuscy nie wezmą bezpośredniego udziału w walce.
- 23:20 – desant ok. tysiąca żołnierzy amerykańskich sił specjalnych wylądował na terenach kontrolowanych przez Kurdów. Był to pierwszy duży oddział koalicji na północy Iraku.

Polonica
W czasie wizyty w bazie lotniczej McDill na Florydzie, prezydent George W. Bush w przemówieniu do żołnierzy amerykańskich podziękował i wyraził uznanie polskim jednostkom biorącym udział w operacji "Iracka wolność": Polskie oddziały wojskowe zabezpieczyły iracką platformę naftową w Zatoce Perskiej. Wspomniał także o udziale naszego kontyngentu we wspólnych przygotowaniach do zabezpieczenia sił koalicyjnych przed skutkami ewentualnego ataku bronią chemiczną lub biologiczną: Siły koalicyjne są wykwalifikowane i odważne. Jesteśmy zaszczyceni, że mamy je u swojego boku.

### 27 marca
- 8:00 – w wyniku ostrzału przez inną jednostkę amerykańską uczestniczącą w bitwie o An-Nasirijję kilkudziesięciu marines odniosło rany.
- 9:45 – rozpoczęły się walki o miasto Samawa – 240 km na południe od Bagdadu.
- 15:46 – Hans Blix, szef UNMOVIC oświadczył, iż nie ma żadnych dowodów na to, że Irak użył w czasie tej wojny jakiejkolwiek zakazanej broni.
- 17:34 – rozpoczęła się telekonferencja prezydenta Stanów Zjednoczonych, premiera Wielkiej Brytanii, premiera Australii i prezydenta Polski. George W. Bush i Tony Blair poinformowali Aleksandra Kwaśniewskiego i Johna Howarda o przebiegu działań w Iraku.
- 23:23 – Departament Obrony Stanów Zjednoczonych zapowiedział wysłanie do Iraku jeszcze ok. 100 000 żołnierzy amerykańskich. Kolejnych 120 000 postawiono w stan gotowości.

### 28 marca
- 11:07 – imam Bagdadu wezwał muzułmanów na całym świecie do dżihadu – świętej wojny.
- 13:30 – brytyjski statek „Sir Galahad” z 600 t żywności wpłynął do portu Umm Kasr.
- 15:40 – kurdyjscy partyzanci – peszmergowie opanowali kwaterę główną islamskich bojówek Ansar al-Islam w północno-wschodnim Kurdystanie.
- 21:00 – Rada Bezpieczeństwa ONZ uchwaliła rezolucję nr 1472 o wznowieniu pomocy humanitarnej dla Iraku po wojnie.

Polonica
Na lotnisku w Strachowicach we Wrocławiu odbyło się uroczyste pożegnanie pierwszych 8 żołnierzy z 10 Brygady Logistycznej z Opola, którzy odlatywali wraz z kontenerami, podnośnikami widłowymi i pojazdami w rejon Zatoki Perskiej ukraińskim samolotem An-124 "Rusłan".

### 29 marca
- 0:28 – samolot A-10 „Tankbuster” omyłkowo ostrzelał wojskowe pojazdy brytyjskie. Zginął 1 żołnierz, a 3 zostało rannych.
- 10:21 – pod Nadżafem dokonano pierwszego w wojnie ataku samobójczego, w którym zginęło 5 żołnierzy amerykańskich.
- 15:21 – amerykańska 82 Dywizja Powietrznodesantowa została przemieszczona pod An-Nasirijję, o którą toczyły się ciężkie walki.
- 21:04 – Departament Obrony USA poinformował, że od początku wojny siły sojusznicze zrzuciły na cele w Iraku ok. 6000 precyzyjnie naprowadzanych bomb. 7 pocisków samosterujących Tomahawk nie trafiło w cel z powodu awarii. Ponieważ kilka pocisków tego typu spadło na terytorium Arabii Saudyjskiej, wstrzymano ich wystrzeliwanie z okrętów na Morzu Czerwonym.

Polonica
Premier RP Leszek Miller podpisał tzw. list ośmiu, sygnowany przez przywódców Wielkiej Brytanii, Portugalii, Włoch, Hiszpanii, Danii, Węgier i Czech, zawierający poparcie tych państw dla polityki amerykańskiej wobec Iraku.

### 30 marca
- 15:00 – podczas ataku samobójczego na amerykańską bazę w Kuwejcie rannych zostało 15 żołnierzy.
- 19:47 – oddziały amerykańskie otoczyły Nadżaf.
- 23:23 – Departament Obrony USA podał, że od początku wojny zginęło w Iraku 38 Amerykanów (30 – w walce), a 104 zostało rannych.

### 31 marca
- 6:19 – wicepremier Iraku Tarik Aziz zapowiedział kolejne ataki samobójcze na siły amerykańsko-brytyjskie.
- 7:52 – pod Hindiją, 80 km od Bagdadu doszło do pierwszych większych walk z iracką Gwardią Republikańską.
- 23:40 – amerykańscy żołnierze otworzyli ogień do cywilnego samochodu, który nie zatrzymał się na wezwanie przy posterunku drogowym w pobliżu Nadżafu. Zginęło 7 osób (kobiety i dzieci).

Polonica
Stan polskiego kontyngentu w rejonie Zatoki Perskiej osiągnął 184 żołnierzy, w tym 74 wojsk chemicznych, załoga okrętu "Xawery Czernicki" oraz 54-osobowy oddział komandosów GROM i FORMOZA.

## Kwiecień 2003

### 1 kwietnia
- 0:45 – szef saudyjskiego Ministerstwa Spraw Zagranicznych książę Saud al-Fajsal wezwał Saddama Husajna do poświęcenia się dla swego kraju i ustąpienia z urzędu.
- 19:05 – Saddam Husajn oświadczył, że święta wojna przeciw agresorom jest obowiązkiem Irakijczyków. Zaapelował: Zabijajcie ich wszędzie, nie dajcie im szansy złapania oddechu i zmobilizowania się.
- 21:05 – sekretarz obrony USA Donald Rumsfeld stwierdził, że tylko bezwarunkowa kapitulacja Iraku może zakończyć wojnę. Zaprzeczył doniesieniom o prowadzonych z Irakiem negocjacjach.
- 21:50 – na skutek intensywnych nalotów dywizje irackiej Gwardii Republikańskiej poniosły pod Bagdadem straty sięgające 50% potencjału.

Polonica
Rada Ministrów RP zaakceptowała wniosek do prezydenta Rzeczypospolitej Polskiej w sprawie użycia Polskiego Kontyngentu Wojskowego w operacji „Display Deterrence”, którą siły sojusznicze miały przeprowadzić w Turcji. Kontyngent w składzie: 36 żołnierzy (pluton likwidacji skażeń z 4 Brodnickiego Pułku Chemicznego, żołnierzy z 10 Opolskiej Brygady Logistycznej, żołnierze z 1 Pułku Specjalnego z Lublińca miał być przeznaczony do wzmocnienia tureckiej obrony przeciwchemicznej w okresie od 4 kwietnia do 30 września 2003. Podstawę prawną użycia wojsk stanowił art. 4 i 5 traktatu waszyngtońskiego oraz decyzja prezydenta Rzeczypospolitej. Polski kontyngent wojskowy został podporządkowany pod względem operacyjnym dowódcy sił sojuszniczych NATO w Turcji. Operacja „Display Deterrence” nie została przeprowadzona ze względu na zakończenie konfliktu zbrojnego w Iraku.

### 2 kwietnia
- 0:00 – marines odbili ze szpitala pod An-Nasirijją 19-letnią szeregowiec Jessicę Lynch, wziętą do niewoli 23 marca.
- 1:10 – wojska koalicji ogłosiły, że wzięły do niewoli co najmniej 6 irackich generałów.
- 1:15 – pod Karbalą, 110 km na południe od Bagdadu, rozpoczęła się bitwa między wojskami amerykańskimi i iracką Gwardią Republikańską.
- 5:12 – po zbombardowaniu Karbali amerykańska 3 Dywizja Zmechanizowana zaatakowała miasto.
- 7:43 – marines zdobyli przeprawę przez Tygrys pod Al-Kutem, otwierając możliwość ataku na Bagdad od południowego wschodu.
- 10:23 – parlament Korei Południowej zadecydował o wysłaniu do Iraku 700 żołnierzy jednostek pomocniczych.
- 10:47 – rozpoczęcie walk pod Bagdadem z dywizjami Gwardii Republikańskiej „Medina” i „Nabuchodonozor”.
- 13:04 – marines, którzy przekroczyli Tygrys, odcięli drogi odwrotu Dywizji Gwardii Republikańskiej „Bagdad” w Al-Kucie na południe od stolicy.
- 13:58 – Turcja wyraziła zgodę na dostarczanie z jej terytorium zaopatrzenia dla frontu północnego w Iraku.
- 14:17 – amerykański Departament Obrony USA poinformował, iż pod Al-Kutem została rozbita dywizja Gwardii Republikańskiej „Bagdad”.
- 15:25 – po raz pierwszy raz Amerykanie użyli bomb kasetowych CBU-105.
- 15:58 – wojska amerykańskie przekroczyły Eufrat na północ od Karbali, zajmując pozycje na wschodnim brzegu rzeki.
- 20:01 – amerykańska 1 Brygada 3 Dywizji Zmechanizowanej (dowódca płk Will Grimsley) zdobyła strategiczny most na Eufracie zagrażając Bagdadowi.
- 20:15 – amerykański generał Stanley McChrystal potwierdził rozbicie dwóch dywizji Gwardii Republikańskiej „Medina” i „Bagdad”.

### 3 kwietnia
- 9:00 – Kurdowie i oddziały amerykańskich sił specjalnych znalazły się ok. 50 km od Mosulu.
- 10:45 – awangarda głównych sił amerykańskich znalazła się w odległości 10 km od Bagdadu.
- 12:46 – przywódca jednej z opozycyjnych organizacji szyickich, Najwyższej Rady Rewolucji Islamskiej w Iraku ajatollah Muhammad Bakir al-Hakim wezwał Irakijczyków, żeby powstrzymali się od walki.
- 18:25 – Rada Europy potępiła wojnę w Iraku i wezwała do jej zakończenia.
- 20:01 – siły amerykańskie rozpoczęły walki o międzynarodowe lotnisko pod Bagdadem.
- 21:53 – iracki wicepremier Tarik Aziz zapowiedział ciężką i krwawą bitwę o Bagdad.
- 22:12 – Amerykanie zajęli bagdadzkie lotnisko.

### 4 kwietnia
O godzinie 20:03 dokonano zamachu samobójczego na posterunek kontrolny pod tamą Haditha. Zginęło 3 żołnierzy koalicji oraz dwie kobiety.

### 5 kwietnia
- 6:38 – amerykańskie czołgi wjechały na południowe przedmieścia Bagdadu.
- 9:58 – dowództwo sił amerykańskich ogłosiło komunikat o zdobyciu kwatery głównej dywizji Gwardii Republikańskiej "Medina" w As-Suwajrze, 50 km od Bagdadu.
- 16:00 – Saddam Husajn w przemówieniu odczytanym przez ministra informacji wezwał Irakijczyków do wzmożenia ataków na amerykańsko-brytyjskie siły w całym Iraku.
- 17:25 – jeden z najwyższych duchowych autorytetów muzułmanów sunnickich Muhammad Said Tantawi mieszkający w Egipcie oświadczył, że samobójcze ataki na amerykańskie wojska są zgodne z islamskim prawem.

### 6 kwietnia
- 8:46 – na zdobytym lotnisku pod Bagdadem skoncentrowano ok. 7000 amerykańskich żołnierzy.
- 11:04 – amerykański samolot zbombardował konwój w północnym Iraku, w którym jechali amerykańscy wojskowi i kurdyjscy cywile. Zginęło czterech żołnierzy i 18 Kurdów, ok. 50 osób zostało rannych.
- 12:13 – został ostrzelany konwój ambasadora Rosji wyjeżdżający z Bagdadu do Syrii. Dostał się on pod ogień oddziałów irackich i amerykańskich. Rannych zostało kilka osób.
- 15:59 – wojska amerykańskie przejęły kontrolę nad drogami do Bagdadu, oprócz autostrady nr 2 prowadzącej na północ do Kirkuku.
- 19:05 – na lotnisku w Bagdadzie wylądował pierwszy amerykański wojskowy samolot transportowy.

### 7 kwietnia
- 5:00 – ponad 100 amerykańskich pojazdów pancernych wjechało do Bagdadu od strony lotniska na południowym zachodzie stolicy.
- 6:51 – pierwsze czołgi amerykańskie wjechały do kompleksu pałaców prezydenckich Saddama Husajna nad Tygrysem.
- 7:28 – oddziały amerykańskie wywiesiły flagę nad głównym pałacem Saddama Husajna.
- 11:38 – Amerykanie oświadczyli, że Bagdad został odizolowany od reszty Iraku.
- 13:00 – do centrum Basry wkroczyli żołnierze brytyjscy, kończąc walki o miasto.
- 15:25 – podczas spotkania z prezydentem Argentyny Eduardo Duhalde papież Jan Paweł II, nawiązując do wojny w Iraku stwierdził: Te dramatyczne wydarzenia przypominają tym, którzy odpowiadają za losy narodów, o odpowiedzialności, jaką mają wobec Boga i historii za budowę świata pokoju, dobrobytu duchowego i materialnego.
- 20:30 – amerykański sekretarz obrony Donald Rumsfeld oświadczył: W naszych rękach jest 7000 irackich jeńców. Saddam Husajn stracił kontrolę nad większością Iraku.

Polonica
Dwaj polscy dziennikarze Marcin Firlej z TVN24 i Jacek Kaczmarek z Polskiego Radia zostali zatrzymani przez uzbrojonych Irakijczyków w Al-Hilli na północ od Nadżafu.

### 8 kwietnia
- 7:59 – pierwsze walki we wschodniej części Bagdadu.
- 10:12 – amerykański czołg ostrzelał hotel „Palestyna” – siedzibę zagranicznych dziennikarzy w Bagdadzie. Zginął dziennikarz agencji Reuters Taras Prociuk, czterech innych odniosło obrażenia.
- 13:14 – marines zajęli lotnisko wojskowe Raszida (5 km na wschód od centrum Bagdadu).
- 22:40 – podczas sesji Rady Bezpieczeństwa ONZ Benon Sevan, kierownik programu „Ropa za żywność” zaapelował do społeczności międzynarodowej o rozpoczęcie pomocy humanitarnej dla Iraku.

Polonica
Prezydent RP Aleksander Kwaśniewski oświadczył, że nie żałuje wysłania polskich żołnierzy do Iraku i podjąłby obecnie taką samą decyzję. Odnaleziono zaginionych w Iraku polskich dziennikarzy Marcina Firleja i Jacka Kaczmarka, którym udało się zbiec z rąk Irakijczyków.

### 9 kwietnia
- 10:13 – wojska amerykańskie wkroczyły do szyickich przedmieść na północnym wschodzie Bagdadu.
- 12:59 – Międzynarodowy Czerwony Krzyż zawiesił czasowo działalność w Bagdadzie z powodu niebezpiecznej sytuacji.
- 13:50 – gen. Vincent Brooks oświadczył, iż reżim Saddama Husajna stracił kontrolę nad stolicą.
- 14:48 – marines zajęli dowództwo tajnej policji w Bagdadzie.
- 16:07 – wiceprezydent Stanów Zjednoczonych Dick Cheney oświadczył: Obserwujemy upadek centralnych władz w Bagdadzie. W Iraku mogą jednak nas jeszcze czekać ciężkie walki.

Polonica
Wiceprezydent Stanów Zjednoczonych Dick Cheney podziękował polskim żołnierzom za współudział w obaleniu reżimu Saddama Husajna.

### 10 kwietnia
- 3:10 – amerykański Departament Obrony poinformował, że w Iraku zginęło 101 amerykańskich żołnierzy, a 11 uważa się za zaginionych. Rannych zostało 399 żołnierzy, a co najmniej 7 znajduje się w irackiej niewoli.
- 9:00 – siły amerykańsko-kurdyjskie przejęły kontrolę nad miejscowościami położonymi na drodze do Kirkuku – głównego naftowego zagłębia północnego Iraku.
- 10:30 – do Kirkuku wkroczyły oddziały Kurdów wspomaganych przez wojska amerykańskie. Władze tureckie zażądały wycofania Kurdów z Kirkuku, obawiając się wzrostu ich aspiracji niepodległościowych.
- 12:05 – zakończenie walk na północno-zachodnich obrzeżach Bagdadu.

Polonica
Premier RP Leszek Miller oświadczył, iż Stany Zjednoczone zaprosiły Polskę do udziału w konferencji dotyczącej odbudowy Iraku. Prezydent Stanów Zjednoczonych George W. Bush podziękował prezydentowi RP Aleksandrowi Kwaśniewskiemu za udział polskich żołnierzy w operacji zbrojnej w Iraku.

### 11 kwietnia
- 13:15 – Amerykanie przygotowali listę 55 osób związanych z dyktaturą Saddama Husajna, które mają być schwytane lub zabite.
- 13:20 – oświadczenie brytyjskiego Ministerstwa Obrony o rozpoczęciu wycofywania jednostek z rejonu Zatoki Perskiej.
- 13:30 – kapitulacja irackiego garnizonu w Mosulu.
- 15:45 – żołnierze amerykańscy wkroczyli do Mosulu.
- 16:00 – z powodu ogarniającego Irak chaosu Międzynarodowy Czerwony Krzyż zaapelował do wojsk koalicji o ochronę szpitali i ujęć wody.
- 17:15 – tłum splądrował muzeum archeologiczne w Bagdadzie. Doniesienia o rozmiarach rabunku okazały się wyolbrzymione.
- 19:43 – Stany Zjednoczone zaprosiły reprezentantów irackiej opozycji na spotkanie w An-Nasirijji.

Polonica
Amerykański Departament Obrony potwierdził, że Polska została zaproszona na konferencję w An-Nasirijji dotyczącą przyszłości Iraku.

### 12 kwietnia
- 1:09 – dowódca sił amerykańskich w Bagdadzie zwrócił się do funkcjonariuszy irackiej policji o wznowienie pracy i pomoc w zaprowadzeniu porządku na ulicach.
- 1:53 – odnosząc się do stanowiska przywódców Rosji, Niemiec i Francji, którzy ogłosili, że ONZ powinna zająć się problemami Iraku po wojnie, amerykański sekretarz stanu Colin Powell oświadczył: Nie jesteśmy jeszcze gotowi, żeby powiedzieć: dobrze, ten konflikt już się kończy, wracamy do domu, a teraz pora na ONZ.
- 2:47 – Human Rights Watch złożyło oświadczenie, iż Sprzymierzeni powinni położyć kres grabieżom w Iraku, prawo międzynarodowe stanowi bowiem, że wojska okupacyjne muszą zapewnić bezpieczeństwo na kontrolowanych terenach.
- 8:49 – gen. Mam Rostam z Patriotycznej Unii Kurdystanu oświadczył, iż Kurdowie wycofują się z Kirkuku.
- 10:29 – wojska amerykańskie otrzymały rozkaz niewywieszania flag Stanów Zjednoczonych, by nie wzbudzać niechęci wśród Irakijczyków.
- 13:25 – iraccy policjanci zaoferowali pomoc w zaprowadzeniu porządku w Bagdadzie.
- 17:30 – na ulice Bagdadu powrócił pierwszy radiowóz policyjny.

### 13 kwietnia
- 13:00 – w Bagdadzie doszło do pierwszej antyamerykańskiej demonstracji.
- 15:30 – podczas próby ucieczki z Iraku do Syrii wpadł w ręce kurdyjskich partyzantów brat przyrodni Saddama Husajna Watban Ibrahim at-Tikriti, wcześniej m.in. minister policji.
- 17:00 – ajatollah Al-Hakim, lider szyitów irackich na uchodźstwie w Iranie, wezwał rodaków do tworzenia komitetów, które przejmą władzę na szczeblu lokalnym i zaprowadzą porządek.
- 17:30 – rozpoczęły się walki między wkraczającymi do Tikritu Amerykanami i broniącymi miasta wojskami irackimi.

### 14 kwietnia
- 1:13 – Departament Obrony USA podał, iż od początku wojny w Iraku zginęło 117 amerykańskich żołnierzy.
- 1:15 – amerykański sekretarz stanu Colin Powell oświadczył, iż Irakijczycy wybiorą przyszłe władze w demokratycznych wyborach i zapewnił, że Stany Zjednoczone nie osadzą w Bagdadzie marionetkowego przywódcy.
- 8:31 – wojska amerykańskie przejęły kontrolę nad centrum Tikritu.
- 12:37 – gen. Vincent Brooks oświadczył, iż etap decydujących działań militarnych dobiega końca.
- 17:06 – amerykański sekretarz stanu Collin Powell zapowiedział, iż Stany Zjednoczone zatroszczą się o odzyskanie eksponatów muzealnych rozgrabionych w Iraku po upadku reżimu Saddama Husajna.
- 17:19 – policjanci iraccy podjęli służbę w Basrze u boku Brytyjczyków.
- 17:20 – brytyjski premier Tony Blair oświadczył, iż Armia Iracka nie istnieje, a wolne wybory w tym kraju odbędą się za ok. rok.
- 17:29 – dwa z pięciu amerykańskich lotniskowców operujących w rejonie Zatoki Perskiej otrzymały rozkaz powrotu do baz macierzystych.
- 22:13 – zakończenie operacji lotniczych w Iraku. Do macierzystych baz powróciły pierwsze samoloty F-117.

### 15 kwietnia
W amerykańskiej bazie Tallil koło An-Nasirijji odbyła się konferencja w sprawie tworzenia nowych instytucji irackiego państwa oraz ustalenia kryteriów wyboru firm, które wezmą udział w odbudowie Iraku. Uczestniczyło w niej ok. 70 przywódców irackich reprezentujących różne ugrupowania religijne, plemienne, etniczne i polityczne oraz przedstawiciele krajów koalicji, wśród których był polski dyplomata Ryszard Krystosik. Konferencji przewodniczył emerytowany generał amerykański Jay Garner, szef Biura Odbudowy i Pomocy Humanitarnej (ORHA) przy Departamencie Obrony USA. Uczestnicy przyjęli 13-punktowe oświadczenie, iż Irak będzie federacyjnym krajem demokratycznym, kierującym się rządami prawa, rządzonym przez przywódców wybranych w wyborach powszechnych. Irak miał zostać podzielony na strefy administracyjne – ostatecznie wyodrębniono cztery.
Prezydent RP Aleksander Kwaśniewski oświadczył, iż przed siłami koalicyjnymi stoją nowe zadania, m.in. stworzenie czegoś na kształt sił stabilizacyjnych, które pewnie będą potrzebne przez co najmniej kilkanaście miesięcy, jeśli nie dłużej.

### 16 kwietnia
Sekretarz obrony USA Donald Rumsfeld poinformował, iż zaproponował władzom polskim udział Wojska Polskiego w utrzymaniu porządku i stabilizacji w powojennym Iraku. Jednocześnie skierował do Danii propozycję kierowania tworzonymi w Iraku międzynarodowymi siłami porządkowymi.

### 17 kwietnia
Gotowość do wysłania wojsk w ramach sił stabilizacyjnych zgłosiły Dania, Polska, Litwa, Łotwa i Estonia. Prezydent George W. Bush wezwał ONZ do uchylenia sankcji wobec Iraku. Amerykańska Agencja Rozwoju Międzynarodowego (USAID) przyznała pierwszy kontrakt na odbudowę Iraku firmie Bechtel Restoration z San Francisco. W Paryżu odbyła się międzynarodowa konferencja poświęcona programowi ratowania irackich zabytków. Szef UNESCO Koichiro Matsuura oświadczył, iż wystąpi do sekretarza generalnego ONZ o przyjęcie rezolucji zakazującej handlu zrabowanymi w Iraku bezcennymi zabytkami kultury regionu.

### 18 kwietnia
Tysiące sunnitów i szyitów przemaszerowało ulicami Bagdadu, protestując przeciwko amerykańskiej obecności w Iraku. Ahmad al-Dżalabi, szef Irackiego Kongresu Narodowego wygłosił przemówienie w Bagdadzie, domagając się szybkiego utworzenia rządu przejściowego – Irackich Władz Tymczasowych (Iraqi Interim Authority).

### 20 kwietnia
Konwój 50 ciężarówek z 1400 t pszenicy dotarł do Bagdadu. Była to pierwsza większa dostawa żywności zorganizowana przez Światowy Program Żywnościowy ONZ.

### 21 kwietnia
Do Bagdadu przybył dyrektor ORHA Jay Garner.

### 22 kwietnia
Departament Obrony USA przedstawił bilans strat amerykańskich w Iraku: 109 poległych w walkach lub w wyniku ostrzelania przez własne jednostki, 17 zabitych w wypadkach, 459 rannych w walkach, 59 rannych w wypadkach, 2 uznano za zaginionych.
Około miliona pielgrzymów przybyło do meczetu w Karbali po raz pierwszy od wielu lat. Za rządów Saddama Husajna pielgrzymki szyitów były zakazane.

### 24 kwietnia
Polska delegacja rządowa przeprowadziła w Waszyngtonie rozmowy na temat udziału polskich żołnierzy w siłach stabilizacyjnych oraz przedsiębiorstw w odbudowie Iraku.

### 28 kwietnia
W Bagdadzie zebrało się ok. 300 delegatów irackich na drugim spotkaniu z gen. Jayem Garnerem, amerykańskim administratorem Iraku. Postanowiono zwołać w ciągu miesiąca konferencję narodową, która powołałaby pierwszy powojenny rząd.

### 30 kwietnia
Rzecznik prezydenta Stanów Zjednoczonych poinformował, iż Polsce powierzono jedną ze stref okupacyjnych w Iraku.

## Maj 2003
1 maja prezydent Stanów Zjednoczonych George W. Bush w przemówieniu wygłoszonym na pokładzie lotniskowca USS „Abraham Lincoln” ogłosił zakończenie wojny w Iraku. Dodał jednak, że nie jest to jeszcze ostatecznie zwycięstwo.
Podczas konferencji w Londynie, w której uczestniczyli przedstawiciele 12 państw wchodzących w skład koalicji antyirackiej, Polska otrzymała propozycję objęcia kontroli wojskowej nad jedną z czterech stref stabilizacyjnych w Iraku.